# Maksîm, Kozeleț
Maksîm (în ucraineană Максим) este localitatea de reședință a comunei Maksîm din raionul Kozeleț, regiunea Cernihiv, Ucraina.

## Demografie
Componența lingvistică a localității Maksîm
     Ucraineană (100%)
Conform recensământului din 2001, toată populația localității Maksîm era vorbitoare de ucraineană (100%).